# Morlaàs
Morlaàs is een gemeente in het Franse departement Pyrénées-Atlantiques (regio Nouvelle-Aquitaine). De plaats maakt deel uit van het arrondissement Pau. Morlaàs telde op 1 januari 2022 4.367 inwoners.
Tussen de negende en de twaalfde eeuw was Morlaàs de hoofdstad van de burggraven van Béarn.

## Geografie
De oppervlakte van Morlaàs bedroeg op 1 januari 2022 13,15 vierkante kilometer; de bevolkingsdichtheid was toen 332,1 inwoners per km².

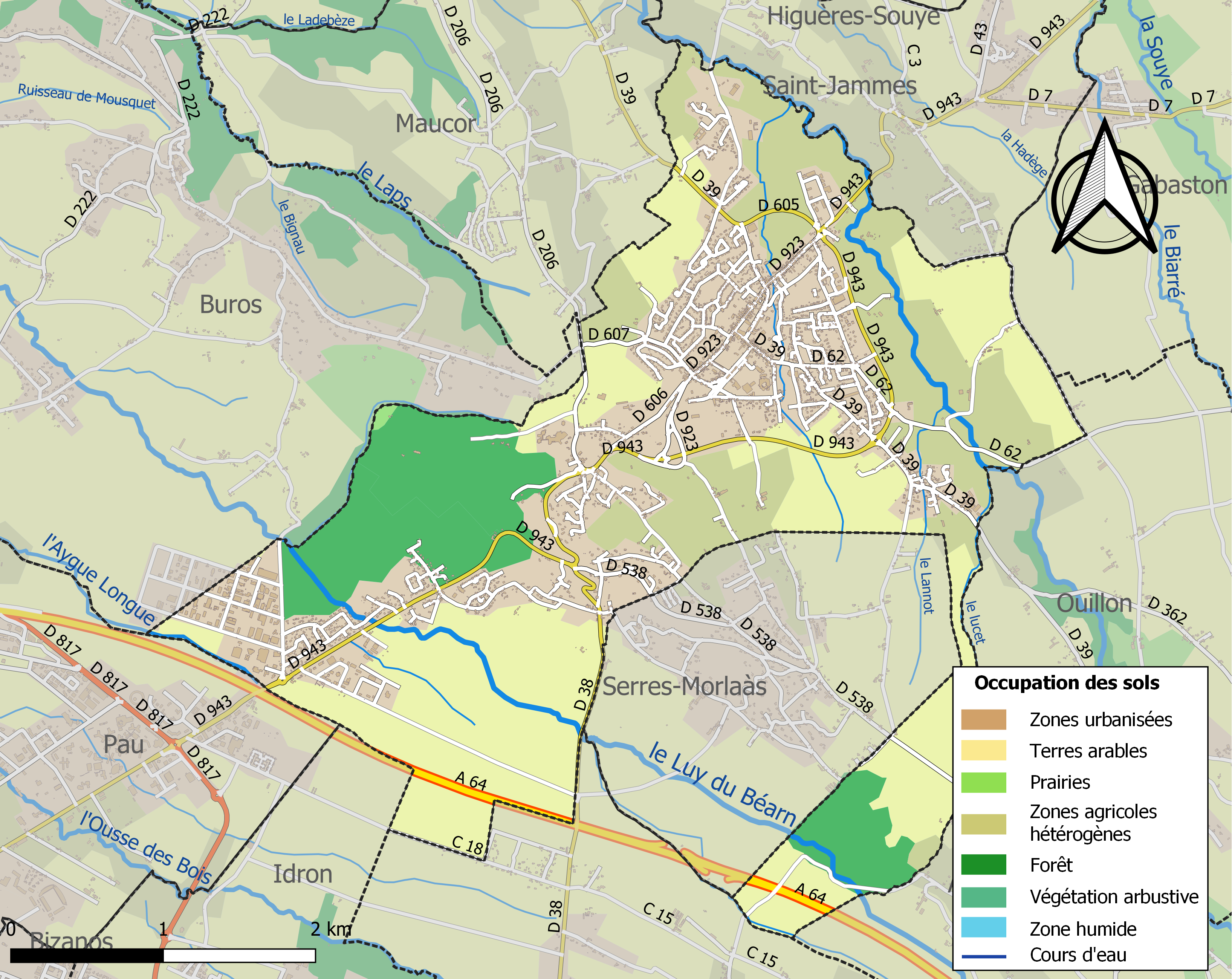
Kaart van de gemeente met belangrijkste infrastructuur, bodemgebruik en omliggende gemeenten

## Demografie
De figuur toont het verloop van het inwonertal (bron: INSEE-tellingen).